# Haus Overbach

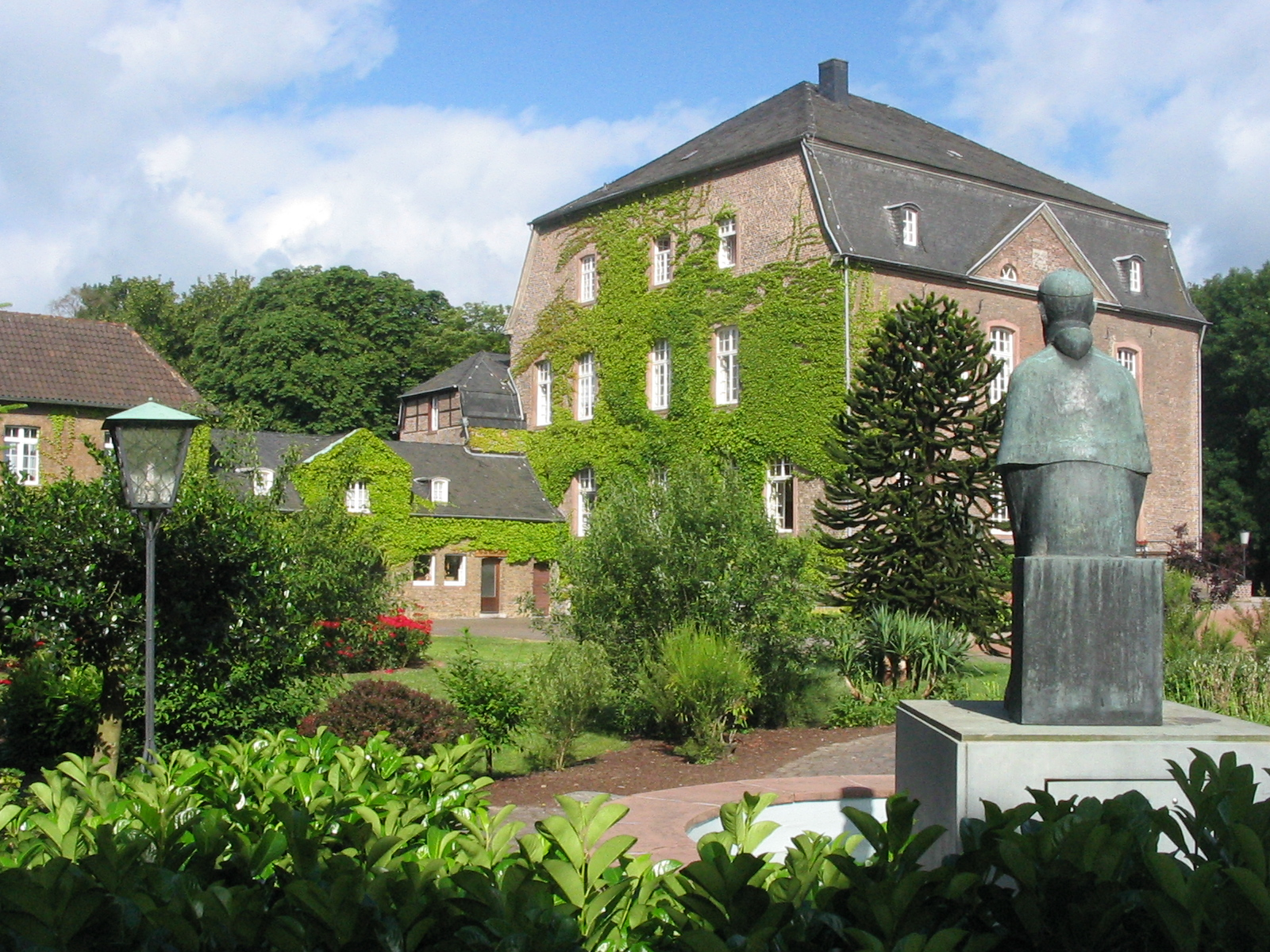
Das Herrenhaus von Haus Overbach

Haus Overbach ist eine rheinische Wasserburg im Jülicher Stadtteil Barmen. Der Gebäudekomplex ist heute im Besitz der Ordensgemeinschaft der Oblaten des hl. Franz von Sales. Die Gebäude werden teils als Verwaltungsgebäude des Ordens, als Kloster und auch für eine Schuleinrichtung (Gymnasium Haus Overbach) genutzt.

## Geschichte
Die erste urkundliche Erwähnung von Haus Overbach als Rittersitz findet sich im Jahre 1341 in einer Urkunde von Johannes de Overbach. Bereits 1334 wurde ein Heinrich von Overbach als Hofmeister des Grafen Wilhelm von Jülich urkundlich erwähnt. Im Jahre 1415 besaß das Gut Overbach insgesamt 61 Morgen Land. Um das Jahr 1450 herum besaß die Familie Grein von Aldenhoven das Gut. Aus dieser Zeit stammen die Kellergewölbe im Herrenhaus. Ende des 15. Jahrhunderts erbte Maria von Reuschenberg, geb. Grein das Haus und brachte es so in den Besitz der Familie Reuschenberg. Erst um 1630 kam der Adelssitz als Teil einer Erbschaft an Johanna Adolpha von Cortenbach. Da aber Johanna Adolpha mit Wilhelm Heinrich von Hatzfeld-Wildenburg verheiratet war, kam Overbach de facto so zunächst in den Besitz der der Familie von Hatzfeld-Wildenburg. Die Familie Hatzfeld verlegte ihre Besitzungen mehr in den Süden Deutschlands und nutzte den alten Rittersitz als Pfandobjekt. So verkaufte man schließlich Overbach an den Pächter Franz Josef Hons, der 1792 das Anwesen gewinnbringend an den Baron Reiner von Overschie-Wisbecq verkaufte. Direkt wurden die alten Gebäude abgerissen und durch einen neuen Gebäudekomplex ersetzt.
Aus seiner Ehe mit der Gräfin von Hochsteden entstammte eine Erbtochter Jeanette Francoise. Diese heiratete 1828 den Grafen Theophil von Hompesch-Rurich. Die Ehe endete kinderlos und nahezu tragisch. Das Patenkind Theophils, die Tochter seines Bruders, Gräfin Maria Luise von Hompesch, heiratete den Major Ludolf von Wenge-Wulfen. So gelangte das Haus an diese Familie. Als auch diese Ehe kinderlos endete, gelangte das Gut in den Besitz von Paul Wolff-Metternich. Dieser verkaufte Overbach an den Reichsgrafen von und zu Hoensbroech, der das Anwesen wiederum im November 1918 an die Salesianer verkaufte, die es zum Kloster und zur Missionsschule umgestalteten.
Bereits auf einer Landkarte aus dem 16. Jahrhundert wird Haus Overbach mit aufgezeichnet. Allerdings wird der Adelssitz erst im Codex Welser um 1720 in Form einer Skizze dargestellt.